# 高橋巖 (美学者)
高橋 巖（たかはし いわお、1928年 - 2024年3月30日）は、日本の美学者。日本人智学協会代表。元慶應義塾大学文学部教授。
日本におけるルドルフ・シュタイナー研究の第一人者。1970年代からシュタイナーの人智学（Anthroposophie）を紹介するために著作・翻訳・講演活動を始めるようになり、1985年に日本人智学協会を創立する。同協会代表（2010年現在）。東京都出身。

## 来歴
- 東京代々木に生まれる[3]。
- 中学生時代に画家の荻野暎彦に師事。「ヨーロッパへの関心を非常に掻き立てられた」ことに加えて、アルノルト・ベックリンを紹介されて魅了される[4]。また従兄が特攻隊員として出征する時に残していったヘルマン・ヘッセの『デミアン』に感動する。またノヴァーリスが紹介されている茅野蕭々の『独逸浪漫主義』を何度も読む中でヘッセとノヴァーリスのつながりを見つけ、両者に共通する思想の流れがあるに違いないと確信し、それを見つけたいと思うようになる[1]。
- 1951年(23歳)慶應義塾大学文学部史学科卒業[3]。
- 1956年(28歳)同大学博士課程満期退学[3]。
- 1957-60年在西独（留学）。
- 1957年(29歳)秋に渡独[5]。また同じく秋にエジプト[6]並びにギリシア[7]を歴訪。年末ミュンヘンにてロマン派美学を学ぶ[2]過程でルドルフ･シュタイナーの弟子に会う[8]。
- 1958年(30歳)6月前年秋の渡独直前に軽井沢の片山敏彦を訪ねた折にベルタ・シュタイヒャーを訪ねるように勧められたため、スイスとドイツ国境の町レンググリースに赴く。美学者として最も本質的な影響を受けたのはハインリッヒ・フォン・シュタイン（de:Heinrich von Stein）であり、それは片山とシュタイヒャー抜きには語れないと述べている[9]。
- 1960年 慶大講師。
- 1964-66年在西独（留学）[3]。
- 1965年(37歳)東ベルリンで開催された、戦後最初のドイツのロマン主義絵画展に赴く[10]。
- 1968年(40歳)7月バーゼルの本屋で偶々知り合ったリッポルトという弁護士と共にマティアス・グリューネヴァルトの『イーゼンハイムの祭壇画』を見にコルマールへ赴く[11]。
- 1973年(45歳)慶應義塾大学文学部教授退職[3]。ドイツから帰国後は慶應義塾大学文学部教授だったが、当時の大学で異端視されかねないシュタイナーの思想を紹介することは難しいと感じ、身近でシュタイナーの勉強会を始めるために大学を退職。
- 1975年(47歳)著作『神秘学序説』イザラ書房
- 1981年(53歳)6月19日 朝日新聞 人智学の時代[12] 雑誌『アントロポス』創刊。ルドルフ･シュタイナー研究所[12]創設。
- 1985年(57歳)日本人智学協会設立。
- 2024年(95歳)老衰のため死去[13]。

## 著作

### 単著
- 『ヨーロッパの闇と光』新潮社 1970、イザラ書房 1981
- 『神秘学序説』イザラ書房 1975
- 『生きる意志と幼児教育』ルドルフ・シュタイナー研究所 シュタイナー教育双書 1979
- 『神秘学講義』角川書店・角川選書 1980
- 『美術史から神秘学へ』風の薔薇 神秘学叢書 1982
- 『岡田茂吉における宗教と芸術』書肆・風の薔薇 1984
- 『シュタイナー教育入門 現代日本の教育への提言』角川選書 1984、亜紀書房 2022
- 『シュタイナー教育の四つの気質』イザラ書房 シュタイナー教育双書 1984
- 『若きシュタイナーとその時代』平河出版社 1986
- 『シュタイナー教育の方法 子どもに則した教育』角川選書 1988
- 『現代の神秘学』角川選書 1989
- 『シュタイナーの治療教育 教育の核心を考える』角川選書 1989
- 『シュタイナー教育を語る 気質と年齢に応じた教育』角川選書 1990
- 『シュタイナー哲学入門 もう一つの近代思想史』角川選書 1991
- 『千年紀末の神秘学』角川書店 1994
- 『自己教育の処方箋 おとなと子どものシュタイナー教育』角川書店 1998
- 『神秘学入門』筑摩書房・ちくまプリマーブックス 2001
- 『神秘学から見た宗教 祈りと瞑想』風濤社 2001
- 『ディオニュソスの美学』春秋社 2005
- 『シュタイナー生命の教育』角川選書 2009

### 共著
- 『神秘学オデッセイ 精神史の解読』荒俣宏共著 平河出版社 1982

### 訳書
- B.ローランド『東西の美術 比較美術学入門』八代修次,海津忠雄共訳 筑摩叢書 1963
- シュタイナー著作集『神智学 超感覚的世界の認識と人間の本質への導き』イザラ書房 1977 のちちくま学芸文庫
- マリー・ルイーゼ・フォン・フランツ『ユング 現代の神話』紀伊国屋書店 1978
- シュタイナー著作集『いかにして超感覚的世界の認識を獲得するか』イザラ書房 1979 のちちくま学芸文庫
- E.M.グルネリウス『シュタイナー幼稚園と幼児教育』高橋弘子共訳 ルドルフ・シュタイナー研究所 1979
- シュタイナー著作集別巻『オイリュトミー芸術』イザラ書房 1981
- シュタイナー『アカシャ年代記より』国書刊行会 世界幻想文学大系 1981
- E.M.グルネリウス『七歳までの人間教育 シュタイナー幼稚園と幼児教育』高橋弘子共訳 創林社 1981 のち水声社
- 国際ヴァルドルフ学校連盟編著『自由への教育 ルドルフ・シュタイナーの教育思想と国際ヴァルドルフ学校運動の教育実践』高橋弘子共訳 ルドルフ・シュタイナー研究所 1982
- ハンス・ルドルフ・ニーダーホイザー『シュタイナー学校のフォルメン線描』著訳 創林社 1983
- シュタイナー著作集別巻『血はまったく特製のジュースだ』イザラ書房 1983
- シュタイナー著作集別巻『霊学の観点からの子供の教育』イザラ書房 1983 のち筑摩書房シュタイナー・コレクション
- シュミット・ブラバント,ヨハネス・シュナイダー『シュタイナー教育と子供の暴力』創林社 1984
- シュタイナー『ルドルフ・シュタイナーによる魂のこよみ』イザラ書房 1985 のちちくま文庫
- ルドルフ・シュタイナー教育講座 1 『教育の基礎としての一般人間学』創林社 1985 のち筑摩書房
- ルドルフ・シュタイナー教育講座 2 『教育芸術 1 方法論と教授法』創林社 1985 のち筑摩書房
- ルドルフ・シュタイナー教育講座 3 『教育芸術 2 演習とカリキュラム』創林社 1985 のち筑摩書房
- シュタイナー著作集別巻『色彩の本質』イザラ書房 1986 のち筑摩書房シュタイナー・コレクション
- ルドルフ・シュタイナー選集 第7巻『オカルト生理学』イザラ書房 1987 のちちくま学芸文庫
- ルドルフ・シュタイナー選集 第8巻『自由の哲学』イザラ書房 1987 のちちくま学芸文庫
- シュタイナー『治療教育講義』角川書店 1988 のちちくま学芸文庫
- ルドルフ・シュタイナー教育講座 1 『教育の基礎としての一般人間学』筑摩書房 1989
- ルドルフ・シュタイナー教育講座 2 『教育芸術 1 方法論と教授法』筑摩書房 1989
- ルドルフ・シュタイナー教育講座 3 『教育芸術 2 演習とカリキュラム』筑摩書房 1989
- ルドルフ・シュタイナー選集 第10巻 『死後の生活』イザラ書房 1989 のちちくま学芸文庫
- ルドルフ・シュタイナー選集 第9巻 『社会の未来』 1989 のち春秋社
- ルドルフ・シュタイナー選集 第11巻 『現代と未来を生きるのに必要な社会問題の核心』イザラ書房 1991 のち春秋社
- レイチェル・ストーム『ニューエイジの歴史と現在 地上の楽園を求めて』小杉英了共訳 1993 角川選書
- 『シュタイナーのカルマ論 カルマの開示』 春秋社 1996
- 『ルドルフ・シュタイナー遺された黒板絵』ヴァルター・クーグラー編 筑摩書房 1996
- 『シュタイナー ヨハネ福音書講義』 春秋社 1997
- 『神殿伝説と黄金伝説 シュタイナー秘教講義より』笠井久子,竹腰郁子共訳 国書刊行会 1997
- ルドルフ・シュタイナー教育講座 別巻 『十四歳からのシュタイナー教育』 筑摩書房 1997
- 『シュタイナー 霊的宇宙論 霊界のヒエラルキアと物質界におけるその反映』 春秋社 1998
- シュタイナー『神秘学概論』ちくま学芸文庫 1998
- 『ルドルフ・シュタイナーの100冊のノート』ワタリウム美術館監修 ヴァルター・クーグラー、和多利恵津子編 筑摩書房 2002
- シュタイナー・コレクション 筑摩書房

1『子どもの教育』 2003
2『内面への旅』 2003
3『照応する宇宙』 2003
4『神々との出会い』 2003
5『イエスを語る』 2004
6『芸術の贈りもの』 2004
7『歴史を生きる』 2004
- シュタイナー『魂のこよみ』ちくま文庫 2004
- 『シュタイナー 宇宙的人間論 光、形、生命と人間の共振』春秋社 2005
- 『シュタイナーの死者の書』ちくま学芸文庫 2006
- シュタイナー『人智学・心智学・霊智学』ちくま学芸文庫 2007
- シュタイナー『社会の未来 シュタイナー 1919年の講演録』春秋社 2009
- 『シュタイナー 社会問題の核心』春秋社 2010
- 『シュタイナー 死について』春秋社 2011
- 『シュタイナー 魂について』春秋社 2011
- 『シュタイナー 悪について』春秋社 2012